# Lichtgrootheden en -eenheden

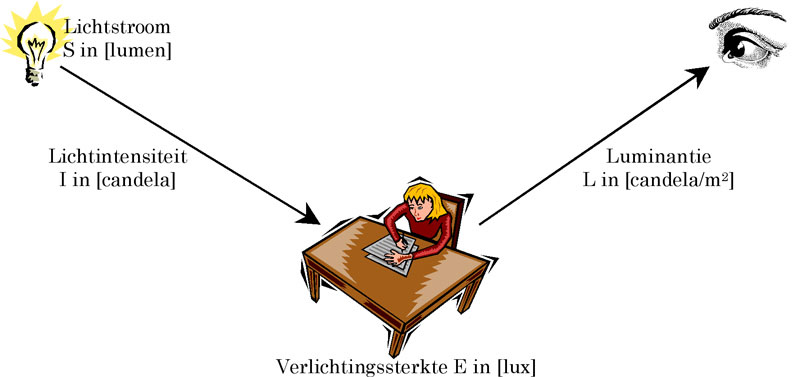
Het verband tussen de verschillende eenheden

Veel van de namen van fotometrische grootheden klinken vertrouwd. Dat heeft echter tot gevolg dat er veel misverstanden bestaan over de exacte definities ervan.
Dat artikel biedt een overzicht van de belangrijkste fotometrische grootheden, met een korte beschrijving erbij. Voor meer details wordt verwezen naar het hoofdartikel over de betreffende grootheid.
Een goede illustratie van het verband tussen deze grootheden wordt gegeven door het applet vermeld onder Externe links. (Omdat dit een Duitstalig applet is, zijn hieronder behalve de Engelse ook de Duitse termen vermeld.)

## Lichtsterkte
| Definitie grootheid:  | Lichtsterkte (ook wel lichtintensiteit; Engels: luminous intensity, Duits: Lichtstärke) |
| Karakter:             | Eigenschap van een lichtbron |
| Korte beschrijving:   | De hoeveelheid licht die door de lichtbron in een bepaalde richting (dat wil zeggen binnen een bepaalde ruimtehoek) wordt uitgezonden.                                                                                                |
| SI-eenheid:           | candela (cd) |
| Definitie eenheid:    | 1 cd = de lichtsterkte in een gegeven richting van een bron die monochromatische straling met een frequentie van 540 × 1012 hertz (groen) uitzendt, en waarvan de stralingssterkte in die richting 1/683 watt per steradiaal bedraagt |
| Gebruikelijk symbool: | I (hoofdletter I) |

## Lichtstroom
| Naam grootheid:       | Lichtstroom (Engels: luminous flux, Duits: Lichtstrom)               |
| Karakter:             | Eigenschap van een lichtbron                                         |
| Korte beschrijving:   | De totale hoeveelheid licht die per tijdseenheid wordt uitgestraald. |
| SI-eenheid:           | lumen (lm)                                                           |
| Definitie eenheid:    | 1 lm = 1 cd·sr                                                       |
| Gebruikelijk symbool: | Φ                                                                    |

Opmerking: Plaatst men achter een lichtbron een reflector, dan blijft de totale lichtstroom gelijk, maar de lichtsterkte wordt groter. Immers een deel van de lichtstroom dat eerst van de kijker af was gericht wordt nu ook in zijn richting gereflecteerd. Hij ziet dus méér licht en neemt dus een grotere lichtsterkte waar.

## Specifieke lichtstroom of lichtrendement
| Naam grootheid:       | Specifieke lichtstroom of lichtrendement (Engels: Luminous efficacy, Duits: Lichtausbeute of Beleuchtungswirkungsgrad) |
| Karakter:             | Eigenschap van een lichtbron                                                                                           |
| Korte beschrijving:   | De uitgestraalde lichtstroom per eenheid van opgenomen vermogen.                                                       |
| SI-eenheid:           | lumen per watt (lm · W−1)                                                                                              |
| Gebruikelijk symbool: | η (kleine Griekse eta), Φs                                                                                             |

## Verlichtingssterkte
| Naam grootheid:       | Verlichtingssterkte of verlichtingsdichtheid (Engels: Illuminance, Duits: Beleuchtungsstärke)                                                      |
| Karakter:             | Instraling op een oppervlak |
| Korte beschrijving:   | De ontvangen lichthoeveelheid per oppervlakte-eenheid (ongeacht van hoeveel lichtbronnen, en ongeacht de kleur of de structuur van het oppervlak). |
| SI-eenheid:           | lux (lx) |
| Definitie eenheid:    | 1 lx = 1 lm · m−2 = 1 cd · sr · m−2 |
| Gebruikelijk symbool: | E |

## Luminantie
| Naam grootheid:       | Luminantie (Engels: luminance, Duits: Leuchtdichte)                                                                |
| Karakter:             | Uitstraling van een oppervlak                                                                                      |
| Korte beschrijving:   | De door een oppervlak per oppervlakte-eenheid in de kijkrichting uitgestraalde of gereflecteerde lichthoeveelheid. |
| SI-eenheid:           | cd · m−2 |
| Gebruikelijk symbool: | L |

## Lichtenergie
| Naam grootheid:       | Lichtenergie (Engels: luminous energy, Duits: Lichtmenge) |
| Karakter:             |                                                           |
| Korte beschrijving:   | De hoeveelheid licht in een bepaalde tijd                 |
| SI-eenheid:           | lm · s                                                    |
| Gebruikelijk symbool: | Q                                                         |

## Wegwijzer lichtgrootheden en -eenheden
| naam en symbool                                                                                        | definitie | eenheid                                           | omrekening |
| --- | --- | ------------------------------------------------- | --- |
| Lichtsterkte {\displaystyle I_{\mathrm {v} }}                                                          | {\displaystyle I={\frac {\partial \Phi }{\partial \Omega }}} | candela {\displaystyle \mathrm {cd} }             | {\displaystyle \mathrm {1\ cd=1\ {\frac {lm}{sr}}} }                                                                 |
| Lichtstroom {\displaystyle \Phi _{\mathrm {v} }}                                                       | {\displaystyle \Phi _{\mathrm {v} }=K_{\mathrm {m} }\int _{380\ \mathrm {nm} }^{780\ \mathrm {nm} }{\frac {\partial \Phi _{\mathrm {e} }(\lambda )}{\partial \lambda }}\cdot V(\lambda )\ \mathrm {d} \lambda } | lumen {\displaystyle \mathrm {lm} }               | {\displaystyle \mathrm {1\ lm=1\ sr\cdot cd} }                                                                       |
| Specifieke lichtstroom of lichtrendement {\displaystyle \eta } of {\displaystyle \Phi _{\mathrm {s} }} | {\displaystyle \eta ={\frac {\Phi }{P}}} | {\displaystyle \mathrm {lm/W} }                   | |
| Verlichtingssterkte: {\displaystyle E}                                                                 | {\displaystyle E={\frac {\partial \Phi }{\partial A}}} | lux {\displaystyle \mathrm {lx} }                 | {\displaystyle \mathrm {1\ lx=1\ {\frac {lm}{m^{2}}}=1\ {\frac {sr\cdot cd}{m^{2}}}} }                               |
| Luminantie {\displaystyle L}                                                                           | {\displaystyle L={\frac {\partial ^{2}\Phi }{\partial \Omega \cdot \partial A_{1}\cdot \cos \varepsilon _{1}}}}                                                                                                 | {\displaystyle \mathrm {\frac {cd}{m^{2}}} }      | {\displaystyle \mathrm {1\ {\frac {cd}{m^{2}}}} =\mathrm {1\ {\frac {lm}{sr\cdot m^{2}}}} }                          |
| Lichtenergie {\displaystyle Q_{\mathrm {v} }}                                                          | {\displaystyle Q_{\mathrm {v} }=\int _{0}^{T}\Phi _{\mathrm {v} }(t)\mathrm {d} t} | lumenseconde {\displaystyle \mathrm {lm\cdot s} } | |
| Ruimtehoek {\displaystyle \Omega }                                                                     | {\displaystyle \Omega ={\frac {A}{r^{2}}}} | steradiaal {\displaystyle \mathrm {sr} }          | {\displaystyle \mathrm {1\ sr=1\ {\frac {m^{2}}{m^{2}}}={\frac {\left[oppervlak\right]}{\left[straal\right]^{2}}}} } |